# Кавказские охотники-собиратели
Кавка́зские охо́тники-собира́тели (англ. Caucasus hunter-gatherer (CHG)) — генетическая линия анатомически современного человека, впервые идентифицированная в исследовании 2015 года на основе популяционной генетики нескольких современных западно-евразийских (европейских, кавказских и ближневосточных) популяций.
Линия CHG произошла от популяции, которая рано отделилась от общей западно-евразийской метапопуляции. Около 25 000 лет назад, во время последнего ледникового максимума они отделились от линии «анатолийских охотников-собирателей» (AHG). Кавказские охотники-собиратели сумели выжить в изоляции во время последнего ледникового максимума как отдельная популяция.
В начале неолита, около 8000 года до н. э. они, вероятно, были распространены по западному Ирану и Кавказу, и люди, похожие на охотников-собирателей Северного Кавказа и Иранского нагорья, прибыли до 6000 г. до н. э. в Пакистан и северо-западную Индию. Восточноевропейские охотники-собиратели причерноморско-каспийских степей получили примесь от CHG, что привело к формированию западных степных скотоводов, которые создали ямную культуру и широко распространились по Европе в эпоху позднего неолита и ранней бронзы.

## Истоки

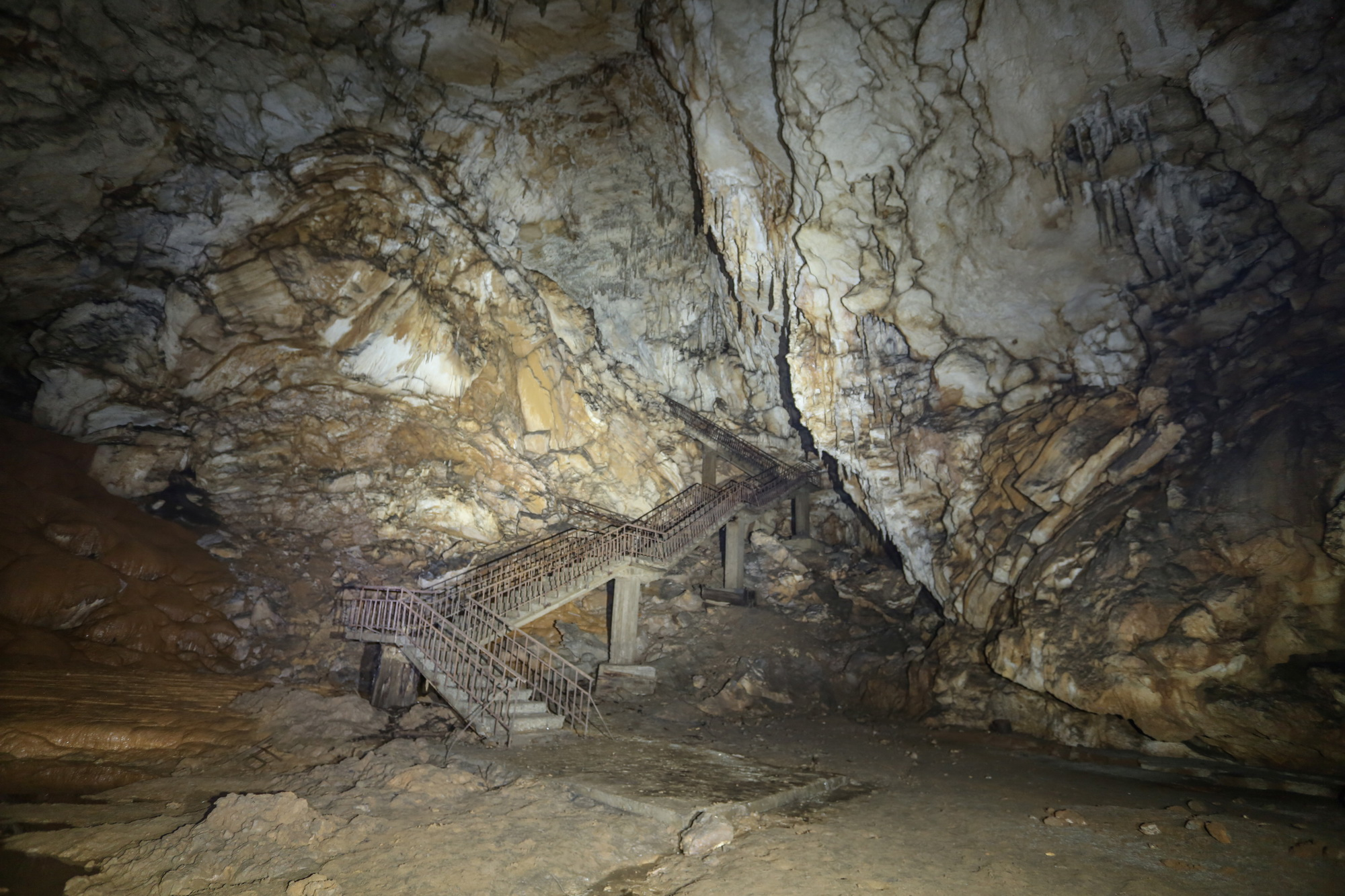
Один из кавказских охотников был обнаружен в пещере Сацурблия в Грузии.

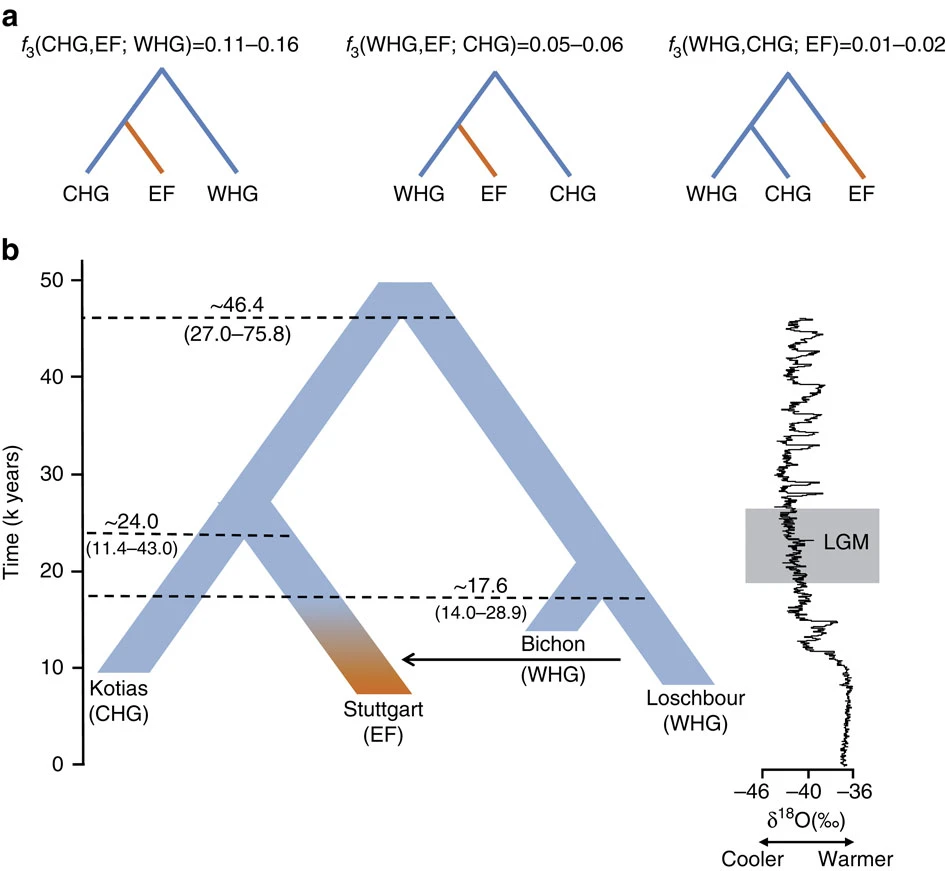
Связи между кавказскими охотниками-собирателями (CHG), западноевропейскими охотниками-собирателями (WHG) и ранними земледельцами (EF) согласно Jones at al, 2015.

Джонс с соавторами (2015) проанализировали геномы мужчин из Западной Грузии, на Кавказе, из позднего верхнего палеолита (13 300 лет) и мезолита (9 700 лет). Эти два экземпляра несли гаплогруппы Y-ДНК: J* и J2a, позже уточненные до J1-FT34521 и J2-Y12379*, и митохондриальные гаплогруппы K3 и H13c соответственно. Их геномы показали, что продолжающееся смешение кавказцев с ближневосточным населением имело место вплоть до 25 000 лет назад, когда начался самый холодный период последнего ледникового периода.
Происхождение CHG было обнаружено в верхнепалеолитическом образце из пещеры Сацурблия (датируемом ок. 11000 г. до н. э.) и в мезолитическом образце из пещеры Котиас Клде в западной Грузии (датированном ок. 7700 г. до н. э.). Индивид из Сацурблии наиболее близок к современным популяциям Южного Кавказа.
Фу с соавторами (2016), сравнивая CHG с геномом Бишонского человека возрастом 13 700 лет (найденным в Швейцарии), обнаружил раскол между линиями CHG и «западноевропейских охотников-собирателей» (WHG), около 45 000 лет назад, предполагаемое время первоначального заселения Европы. CHG отделился от линии «анатолийских охотников-собирателей» (AHG) позже, 25 000 лет назад, во время последнего ледникового максимума.
Маргарян с соавторами (2017), анализируя древнюю митохондриальную ДНК Южного Кавказа, обнаружили быстрый рост населения в конце последнего ледникового максимума, около 18 000 лет назад. В том же исследовании была обнаружена преемственность происхождения по материнской линии на протяжении 8000 лет .
Согласно Нарасимхану с соавторами (2019) люди, связанные с иранскими земледельцами, прибыли до 6000 г. до н. э. в Пакистан и на северо-запад Индии, до появления земледелия в Северной Индии. Они предполагают возможность того, что это «предки, связанные с иранскими земледельцами […], были [также] характерны для охотников-собирателей Северного Кавказа и Иранского нагорья».

## Праиндоевропейцы

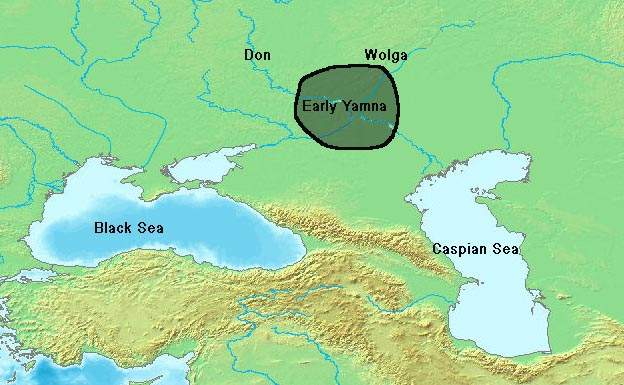
Ареал ранней ямной культуры (Ростовская и Волгоградская области) и его близость к Кавказу.

Праиндоевропейцы, то есть ямники и родственные им культуры, по-видимому, произошли от смеси восточноевропейских охотников-собирателей (EHG) с популяцией, связанной либо с Ближним Востоком, либо кавказскими охотниками-собирателями, либо энеолитическим населением Ирана с примесью кавказских охотников-собирателей. Каждая из этих двух популяций внесла около половины ямной ДНК. По словам соавтора Андреа Маника из Кембриджского университета:
Вопрос о том, откуда произошли ямники, до сих пор оставался загадкой […] теперь мы можем ответить на этот вопрос, так как мы обнаружили, что их генетический состав представляет собой смесь восточноевропейских охотников-собирателей и кавказских охотников-собирателей, которые пережили большую часть последнего ледникового периода в явной изоляции.
Согласно Джонсу с соавторами (2015), геномы кавказских охотников-собирателей (CHG) «значительно повлияли на ямных степных пастухов, которые мигрировали в Европу около 3000 г. до н. э., поддерживая формирующее влияние Кавказа на эту важную культуру раннего бронзового века. CHG оставили свой отпечаток на современном населении Кавказа, а также Центральной и Южной Азии, что, возможно, связано с появлением индоарийских языков».
Лазаридис с соавторами (2016) предлагает другой народ, вероятно, из Ирана, в качестве источника ближневосточного происхождения ямных людей, обнаружив, что «население, связанное с людьми эпохи энеолита Ирана, внесло ~ 43 % предков степного населения раннего бронзового века». В этом исследовании утверждается, что эти иранские энеолитические люди были смесью «неолитических людей западного Ирана, Леванта и кавказских охотников-собирателей».
Гальего-Льоренте с соавторами (2016) приходят к выводу, что иранское население не является более вероятным источником «южного» компонента популяции ямной культуры, чем кавказские охотники-собиратели .
Ван с соавторами (2018) проанализировали генетические данные окаменелостей Северного Кавказа, датированные между 4-м и 1-м тысячелетиями до н. э. и нашел корреляцию с современными группами Южного Кавказа, сделав вывод, что «в отличие от сегодняшнего дня — Кавказ выступал скорее мостом, чем непреодолимой преградой для движения человека».
Примесь CHG была также обнаружена в Южной Азии, как возможный маркер индоарийской миграции туда.

## Древняя Греция и Эгейское море
Помимо вклада в население континентальной Европы через степных скотоводов бронзового века, компонент CHG, по-видимому, прибыл также на Эгейское море сам по себе, без примеси восточноевропейских предков охотников-собирателей, и дал примерно 9-32 % предков минойцам. Происхождение этого компонента CHG могло быть из Центральной Анатолии.

## Комментарии
1. ↑  CHG был экстраполирован, среди прочего, из геномов двух окаменелостей из Западной Грузии - возраст одного около 13 300 лет (поздний верхний палеолит), а другого - 9 700 лет (мезолит).
2. ↑  Eurogenes Blog: «Lazaridis et al. show that Early to Middle Bronze Age steppe groups, including Yamnaya, tagged by them as Steppe EMBA, are best modeled with formal statistics as a mixture of Eastern European Hunter-Gatherers (EHG) and Chalcolithic farmers from western Iran. The mixture ratios are 56.8/43.2, respectively. However, they add that a model of Steppe EMBA as a three-way mixture between EHG, the Chalcolithic farmers and Caucasus Hunter-Gatherers (CHG) is also a good fit and plausible».[12]
См. также:
  - Stephanie Dutchen (2014), New Branch Added to European Family Tree. Genetic analysis reveals Europeans descended from at least three ancient groups;
  - Eppie Jones (2015), Europe's fourth ancestral 'tribe' uncovered;
  - For what they were… we are (2016), Caucasus and Swiss hunter-gatherer genomes.
3. ↑  См. также:
  - eurogenes.blogspot, The genetic structure of the world's first farmers (Lazaridis et al. preprint) 
  - For what they were […] we are (2016) Ancient genomes from Neolithic West Asia